# Acadèmia Planas
L'Acadèmia Planas va ser una escola privada al carrer de Begur núm. 47, dirigida pel mestre Joan Planas Salabert (Palafrugell, 1901 – 1978). Joan Planas havia donat classes l'Acadèmia Palafrugellense (cal senyor Sagrera) i a l'escola pública, als locals de can Torres i de l'antiga escola dels Maristes. Als anys quaranta va obrir la seva acadèmia on s'impartia ensenyament elemental, comptabilitat, delineació i topografia. Amb ell varen treballar Maria Marquès, la seva esposa, i Pepita, la filla del matrimoni. L'acadèmia va funcionar fins als anys seixanta, quan el mestre Planas es va jubilar.
Els seus exalumnes li van dedicar un homenatge i un llibret commemoratiu l'abril de 1995, i se li va dedicar una plaça l'any 1998. Aquest mateix record l'han rebut altres acadèmies, les quals van contribuir a millorar les perspectives de l'ensenyament a Palafrugell en una època de recursos molt migrats a l'escola pública.
El fons documental d'aquesta escola es conserva a l'Arxiu Municipal de Palafrugell.